# Конёк-Горбунок (балет Пуни)
«Конёк-Горбунок, или Царь-девица» — балет по одноимённой сказке Петра Ершова в 4 актах и 9 картинах. Композитор — Цезарь Пуни, автор либретто и балетмейстер — Артур Сен-Леон. Это был первый балет на русскую национальную тему, где использовались популярные русские мелодии.

## История создания
Отрывок из стихотворной сказки «Конёк-Горбунок» П. Ершова появился в 1834 году в журнале «Библиотека для чтения». В том же году сказка вышла отдельным изданием, но с поправками по требованию цензуры; только в 1856 году она была издана полностью. И сразу же получила признание читателей.
Через некоторое время композитор Цезарь Пуни и французский балетмейстер Артур Сен-Леон создали на её основе балет. За написание сценария к балету взялся сам балетмейстер. Из-за острой сатирической направленности произведения Сен-Леон подверг сюжет многочисленным переделкам. Французского балетмейстера, специально приглашённого русским императором Алнксандром II, мало интересовали демократические идеи по развитию России, лежащие в основе поэтической сказки Ершова. Постановщика привлек внешний сюжет и воспроизведение его в танце. Вместо главного героя ершовской сказки Иванушки в балете основным действующим лицом стала Царь-девица, царя заменил хан.
Чтобы придать музыке национальную окраску, Цезарь Пуни использовал произведения русских композиторов, а балетмейстер вынес на сцену острохарактерный народный танец, значительно интерпретировав его и сложив с классическими балетными па. В результате балет открыл новый псевдорусский лубочный стиль на классической сцене.
Партию Иванушки изначально предполагалась для танцора Тимофея Стуколкина, ведущего комического танцовщика Петербургской сцены, сломавшего ногу перед самой премьерой, и на роль Иванушки был срочно назначен Николай Троицкий, до того главные роли не исполнявший.
Премьера состоялась в конце 1864 года на Петербургской императорской сцене. Театральная энциклопедия и Энциклопедия балета утверждают, что самое первое представление балета прошло в Мариинском театре. На самом деле премьера состоялась в Большом Каменном театре — именно там работал А. Сен-Леон.
3 декабря 1864 года состоялась премьера; балетмейстер Артур Сен-Леон, художники Андрей Роллер, Г. Г. Вагнер, Матвей Шишков, Альберт Бредов (декорации), Адольф Шарлемань (костюмы); Царь-девица — Марфа Муравьёва, Иванушка — Николай Троицкий, Хан — Феликс Кшесинский, Пётр — Николай Гольц.
Премьера прошла с потрясающим успехом. С неменьшим успехом шли и последующие спектакли. И хотя удача постановки не оспаривалась, к балету в русских общественных кругах отношение было двойственным, и это касалось в первую очередь интерпретации сюжета.
Юрий Бахрушин в книге  писал о постановке: 

«…сама же сказка являлась аллегорией отмены крепостного права. Царь-девица олицетворяла желанную свободу, хан воплощал в себе силы реакции, Иванушка символизировал темный и простоватый „добрый русский народ“, и наконец, Конек-Горбунок являл собою некоего светлого гения России. Никакого стройного развития драматургии, как это было у Дидло или у Перро, здесь не наблюдалось. Нагромождение картин, сменявших друг друга, преследовало единственную цель — создать беспрерывную цепь впечатлений. В этом плане и разрешался спектакль, заканчивавшийся грандиозным апофеозом Александру II. Балетмейстер представлял себе этот апофеоз следующим образом: на сцене на фоне древней кремлёвской стены высится гигантский памятник „царю-освободителю“, у подножия которого лежат разорванные цепи рабства, и все народы, входившие в состав Российской империи, прославляют монарха, даровавшего им свободу. Из-за кремлёвской стены всходит лучезарное солнце, освещавшее светлый новый путь преобразованной России. Но даже падкое до лести царское правительство не сочло удобным так заканчивать балет, и фигура царя была заменена вензелем с изображением его имени. 

Последний акт балета был большим дивертисментом, фактически представлявшим собой инородное тело в спектакле. … Дивертисмент в „Коньке-Горбунке“ заключал в себе пляски двадцати двух народностей, населявших Россию. Эти пляски частично были разрешены средствами изобретённого Сен-Леоном характерного танца. Наблюдательность балетмейстера помогла ему довольно остроумно построить многочисленные танцевальные номера, в которых элементы отдельных народных плясок часто были верно подмечены».
В результате удача постановки привела к тому, что балет «Конек-Горбунок» в постановке Сен-Леона надолго породил на русской балетной сцене сусально-лубочный псевдорусский стиль, что было встречено русскими зрителями по-разному. Официальная пресса отнеслась к творчеству Сен-Леона доброжелательно, а демократическая критика, для которой русские пляски не были экзотикой, увидела в их вольной интерпретации в соединении с классическими па — безвкусицу, о чём не преминула оповестить своих читателей. Известны статьи Салтыкова-Щедрина в театральных журналах, нещадно высмеивающие балетный стиль псевдорусскости . То же самое звучит в стихотворении Н. А. Некрасова «Балет» (1866).
Советские искусствоведы, соглашаясь с критиками XIX века, оценивали творчество балетмейстера как безыдейное, не соответствующее народному прогрессивному духу и не отвечающее прогрессивным освободительным устремлениям. Так, в первую очередь, писал Юрий Бахрушин, рассматривая искусство с точки зрения его прогрессивности (как было принято в критике советского периода): С этого момента [с постановки балета «Конек-Горбунок»] петербургский балетный репертуар поневоле всецело становится на службу наиболее консервативных кругов господствующих классов и, утратив свои демократические тенденции, делается нужным лишь очень небольшому числу зрителей. Петербургские исполнители оказались не в силах отстаивать свои прогрессивные позиции. „Конек-Горбунок“ Сен-Леона породил на русской балетной сцене тот издевательский, сусальный псевдорусский стиль, который заставил Некрасова обратить к М. С. Суровщиковой-Петипа, исполнявшей в дивертисментах танец „Мужичок“, гневные слова: «Так танцуй же ты „Деву Дуная“, но в покое оставь мужика».
Тут необходимо пояснение по поводу «прогрессивных взглядов» русских танцовщиц и танцоров: артисты императорских театров содержались в очень тяжелой подневольной атмосфере; в полуграмотной России балетные труппы в течение длительного времени набирались из крепостных и в театральные училища обычно шли дети актёров императорских трупп — так возникали актёрские династии. Для понимания позиции критика необходимо учитывать, что Ю. Бахрушин писал книгу в советское время, когда без ложных идеологических оценок не могло быть опубликовано ни одно советское критическое исследование.
Гротесковую выразительность Ю. Бахрушин считает не соответствующей эстетике социалистического реализма. Он пишет об исполнителях: «В роли хана в „Коньке-Горбунке“ он [ Кшесинский ] снова обнаружил своеобразие своего дарования, создав правдивый, лишенный шаржа, образ, который затмил основную роль Иванушки, исполняемую талантливым артистом Троицким в гротесковом плане. Дебютанту [Николай Петрович Троицкий] удалось создать очень яркий образ, но указания балетмейстера, которым он слепо следовал, толкнули его на путь гротеска, исказившего образ, задуманный автором сказки»':.
«Конек-Горбунок» в различных редакциях продержался на русской сцене необычайно долго — около 100 лет.
Юрий Бахрушин называет следующие причины такого феномена: «Долголетняя жизнь спектакля в первую очередь объясняется широкой известностью и подлинной народностью сказки Ершова, которая легла в основу сюжета. Для многих зрителей „Конек-Горбунок“ дорог по детским воспоминаниям о театре, как первый спектакль, который им удалось увидеть. Большую роль в сохранении этого балета в репертуаре сыграли и блестящие русские исполнители ролей Иванушки и хана. Наконец, немалое значение в долговечности спектакля имела музыка Пуни. Чрезвычайно простая по своей форме, с широким использованием народных мелодий, крайне танцевальная, она легко запоминалась и незаметно входила в быт русских людей. Достаточно сказать, что на мотив мазурки из последнего акта балета поётся известная детская песенка „Жил-был у бабушки серенький козлик“. Продолжению сценической жизни „Конька-Горбунка“ способствовал балетмейстер А. А. Горский, в начале XX века коренным образом переделавший постановку и включивший в партитуру ряд произведений других композиторов-классиков».
Тем не менее все последующие постановки балета основывали свои хореографические версии на первой постановке, сделанной Артуром Сен-Леоном.

## Основные спектакли

### Мариинский театр
- 6.12.1895 — балетмейстер Мариус Петипа (по хореографии А. Сен-Леона), художники Константин Иванов, Генрих Левот, Пётр Ламбин (декорации), Евгений Пономарев (костюмы), дирижёр Рикардо Дриго; Царь-девица — Пьерина Леньяни, Иванушка — Александр Ширяев, Хан — Феликс Кшесинский.

В дальнейшем в этой постановке партию Царь-девицы на сцене Мариинского театра исполняли: Матильда Кшесинская, Ольга Преображенская, Юлия Седова, Вера Трефилова, Матильда Мадаева, Тамара Карсавина и др.
- 16.12.1912 — в 5 актах 12 картинах, балетмейстер Александр Горский (по хореографии Петипа, с включением номеров на музыку Александра Глазунова, Петра Чайковского, Антона Симона и др.), художник Константин Коровин, дирижёр Рикардо Дриго; Царь-девица — Матильда Кшесинская, Иванушка — Тимофей Стуколкин, Хан — Павел Гердт.

В более поздних спектаклях этой постановки партию Царь-девицы танцевали: Любовь Егорова, Агриппина Ваганова и др.
- 20.3.1945 — Театр им. Кирова (Мариинский театр), возобновление, балетмейстер Фёдор Лопухов (по Горскому), худ. Константин Коровин, дирижёр Евгений Дубовской; Царь-девица — Алла Шелест, Иванушка — В. Э. Томсон, Хан — Николай Солянников.
- 21.5.1963 — возобновление, балетмейстер Михаил Михайлов, Тахир Балтачеев, Борис Брускин (по Горскому), художник Константин Коровин, дирижёр Юрий Гамалей, Иванушка — О. Ф. Кузнецов, Хан — Ю. С. Мальцев.

### Большой театр
- 1.12.1866 — Большой театр, Москва, балетмейстер Артур Сен-Леон, худ. Федор Вальц, И. Е. Куканов, Ф. И. Шеньян, дирижёр Степан Рябов; Царь-девица — Адель Гранцова (позже Анна Собещанская, Полина Карпакова, Мария Манохина, Е. Н. Калмыкова, Любовь Рославлева, Аделина Джури, Екатерина Гельцер и др.), Иванушка — Василий Гельцер, Хан — Вильгельм Ваннер.
- 25.11.1901 — в 5 актах 11 картинах, балетмейстер Александр Горский (по Мариусу Петипа, с включением номеров на музыку Александра Глазунова, Петра Чайковского, Иоганнеса Брамса, Антона Симона и др.), худ. Константин Коровин, Николай Клодт, дирижёр Андрей Арендс; Царь-девица — Аделина Джури, Иванушка — Николай Домашёв, Хан — Василий Гельцер.
- 14.12.1914 — возобновление; Царь-девица — Екатерина Гельцер, Иванушка — Владимир Рябцев, Хан — Михаил Мордкин, Любимая жена хана — Софья Фёдорова.
- 23.9.1928 — возобновление, по Горскому, на сцене Экспериментального театра при Большом театре, худ. К. А. Коровин, дирижёр Юрий Файер; Царь-девица — Мария Рейзен, Иванушка — Виктор Смольцов, Хан — Владимир Рябцев.
- 4.6.1948 — возобновление, балетмейстеры Т. П. Никитина, Лев Поспехин, Александр Радунский (по Горскому), худ. Константин Коровин, дир. Юрий Файер; Царь-девица — Софья Головкина, Иванушка — Н. М. Попко, Хан — Александр Радунский.

### В других городах СССР
Саратов (1928, балетмейстер Валентина Гамсахурдия; 1945, балетмейстер А. Р. Томский), Куйбышев (1937, балетмейстер Томский), Свердловск (1943, балетмейстеры Константин Муллер и Владимир Кононович), Пермь (1946, балетмейстер В. Н. Никитин), Горький (1952, балетмейстер Марк Цейтлин).

### В Российской Федерации
Постановки постоянно возобновляются новыми поколениями. Балетмейстер Юрий Бурлака неоднократно восстанавливал спектакль на разных сценических площадках в России и за рубежом, в том числе в 2008-м в Челябинском театре оперы и балета поставил фрагменты из нескольких балетов, среди которых «Конек-Горбунок» Ц. Пуни (картина «Подводное царство», хореография М. Петипа и А. Горского).

## Фильм-балет
В 1962 году снят фильм-балет «Конек горбунок» по спектаклю Ленинградского театра оперы и балета в редакции 1901 года балетмейстера Александра Горского с участием Николая Остальцова и Нинель Кургапкиной.